# 肉体と炎
『肉体と炎』（にくたいとほのお、原題：Le Feu sous la peau、英題：Love Circles）は、1985年公開のフランスのエロティックドラマ映画。
ジェラール・キコワーヌが監督を務め、ケヴィン・バーンハートやエヴァ・セメリーが出演した。

## あらすじ
フランスにいる大学時代の友人の実家の邸宅でひと夏を過ごすアメリカ人青年が、友人の母親と二人の姉妹を誘惑する。

## キャスト
- ラファエル - ケヴィン・バーンハート（英語版）

美しい青年。
- Audrey - エヴァ・セメリー（英語版）
- アレクシー - Michaël Jacob

ラファエルの友人。ラファエルをフランスの実家に招く。
- プリシラ - Lydie Denier
- Georges - Philippe Mareuil
- Bulle - Marie Bossee
- Madeleine - Cornélia Wilms
- Aurélia - Veronique Beguin
- 医師 - Georges Saint-Yves

## 備考
- セットデザイン：Éric Pasquier
- 衣装： Brigitte Hetchter、Marie Velasquez
- 音響：ピエール・オーブリー（フランス語版）
- フォーマット：カラー - 35ミリフィルム
- CNC分類[2] - [3] : 16歳未満禁止 (ビザ番号 52788、1985年3月8日発行)